# Тимирзькасы
Тимирзькасы́ (чув. Тимӗрҫкасси) — деревня в Аликовском муниципальном округе Чувашской Республики. Входила в состав Илгышевского сельского поселения до его упразднения в 2022 году.

## Общие сведения о деревне
Улицы: Кузнечная. В настоящее время деревня в основном газифицирована. Рядом с деревней течёт речка Сорма.

### География
Тимирзькасы расположена севернее административного центра Аликовского района на 5 км. Рядом проходит автомобильная дорога республиканского значения Чебоксары-Аликово.

### Климат
Климат умеренно континентальный с продолжительной холодной зимой и тёплым летом. Средняя температура января −12,9 °C, июля 18,3 °C, абсолютный минимум достигал −44 °C, абсолютный максимум 37 °C. За год в среднем выпадает до 552 мм осадков.

### Демография
Население чувашское — 168 человек (2006 г.), из них большинство женщины.

## Название
Согласно наиболее лингвистически обоснованной этимологии, слово Тимирзькасси происходит от …

## История
До 1927 года Тимирзькасы входила в Аликовскую волость Ядринского уезда. С 1 ноября 1927 года деревня в составе Аликовского района, а 20 декабря 1962 года включена в Вурнарский район. С 14 марта 1965 года — снова в Аликовском районе.

## Связь и средства массовой информации
- Связь: ОАО «Волгателеком»,Би Лайн, МТС, Мегафон. Развит интернет ADSL технологии.
- Газеты и журналы: Аликовская районная газета «Пурнăç çулĕпе»-«По жизненному пути» Языки публикаций: чувашский, русский.

- Телевидение:Население использует эфирное и спутниковое телевидение. Эфирное телевидение позволяет принимать национальный канал на чувашском и русском языках.

## Люди, связанные с Тимирзькасы
- Михайлов Вениамин Алексеевич — заслуженный учитель Чувашской республики.
- Фомина Таисия Фоминична — заслуженный врач Российской Федерации.